# Завадка (Мисленицький повіт)
Завадка (пол. Zawadka) — село в Польщі, у гміні Токарня Мисленицького повіту Малопольського воєводства.
Населення — 219 осіб (2011).
У 1975—1998 роках село належало до Краківського воєводства.

## Географія
У присілку Явожини бере початок річка Потік Прошковцув.

## Демографія
Демографічна структура станом на 31 березня 2011 року:
|          | Загалом | Допрацездатний вік | Працездатний вік | Постпрацездатний вік |
| -------- | ------- | ------------------ | ---------------- | -------------------- |
| Чоловіки | 123     | 24                 | 86               | 13                   |
| Жінки    | 96      | 18                 | 56               | 22                   |
| Разом    | 219     | 42                 | 142              | 35                   |